# هان ميونغ سوك
هان ميونغ سوك (مواليد 15 يوليو 1944) هو مبارز بالسيف كوري جنوبي، مثّل بلاده في الألعاب الأولمبية الصيفية 1964.

## روابط رياضية
هان ميونغ سوك على موقع أوليمبيديا (الإنجليزية)